# Михалкова Надія Микитівна
Надія Микитівна Михалкова (нар.. 27 вересня 1986, Москва) — російська актриса театру, кіно і дубляжу, кінорежисерка, сценаристка, телеведуча. Молодша дочка Микити Михалкова.

## Біографія
Народилася 1986 року в родині режисера та актора Микити Сергійовича Михалкова і Тетяни Михалкової (з 1997 року Тетяна Михалкова — президент фонду «Російський силует»).
У восьмирічному віці зіграла роль дочки комдива Котова у фільмі «Стомлені сонцем» Микити Михалкова, удостоєного премії «Оскар». Через кілька років знялася в картині режисера Тиграна Кеосаяна «Президент і його онука», де зіграла двох сестер-близнючок. Не маючи акторської освіти, продовжує зніматися в кіно і грати в театрі дотепер.
У 2008 році закінчила факультет міжнародної журналістики Московського державного інституту міжнародних відносин.
Також Надія пробувала себе в ролі дизайнерки, у неї пройшов показ мод під маркою «Надін».
З 2015 року — ведуча програми «Правила стилю» на каналі Disney.
У 2002 році зіграла у п'єсі «Качине полювання» в «Іншому театрі». У 2015 році разом з сестрою Ганною брала участь у виставі «Як видати маму заміж» за п'єсою братів Преснякових. У 2018 році взяла участь у проєкті Юрія Башмета «Пристрасті за Виновою кралею», виконавши роль Графині в юності.
Займається продюсуванням фільмів. У 2008 році вийшла картина «Скажи Лео» режисера Леоніда Рибакова, у якій вона стала продюсером разом із сестрою Ганною. У 2011 році вона стала співпродюсером фільму «Нероби» про життя «важких» підлітків, в основу якого лягли пісні Віктора Цоя і групи «Кіно».
У квітні 2016 року на фестивалі «Рух» в Омську була показана перша серія комедійного серіалу «Чурроси», про взаємини сестри Ганни зі своїми дітьми — режисерський дебют Надії Михалкової. У 2018 році знято молодіжний хоррор «Програне місце», в якому режисер веде «діалог з підлітками та молодими людьми на рівних, а не з позиції дорослих».

## Родина

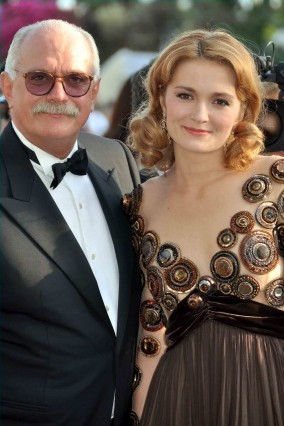
Надія Михалкова з батьком 2010 рік

- батько — Микита Сергійович Михалков, актор і режисер (нар.. 1945)
- мати — Тетяна Євгенівна Михалкова (нар.. 1947)
- дідусь — Сергій Володимирович Михалков, письменник (1913—2009)
- бабуся — Наталія Петрівна Кончаловська, письменниця (1903—1988)
- брат — Артем Микитович Михалков, режисер і актор (нар.. 1975)
- сестра — Ганна Микитівна Михалкова, актриса (нар.. 1974)
- єдинокровний брат — Степан Микитович Михалков, ресторатор, актор, кінопродюсер і підприємець (нар.. 1966)
- двоюрідний брат — Єгор Кончаловський, режисер (нар.. 1966)
- дядько — Андрій Сергійович Кончаловський, режисер (нар.. 1937)
- двоюрідний дід — Михайло Михалков, письменник (1922—2006)
- прадідусь — Петро Кончаловський, художник (1876—1956)
- прапрадід — Василь Суриков, художник (1848—1916)

## Особисте життя
- Колишній чоловік — актор, режисер, сценарист і кінопродюсер Резо Гігінешвілі (нар. 1982). Пара офіційно оформила стосунки у квітні 2010 року, а в жовтні 2011 року відбулася церемонія вінчання в Грузії. У вересні 2017 року стало відомо, що подружжя перебувають у стадії розлучення. Офіційно розлучення оформлене 23 жовтня 2017 року[9][10].
  - дочка — Ніна (нар.. 21 травня 2011).
  - син — Іван (нар.. 21 травня 2013).

## Творчість

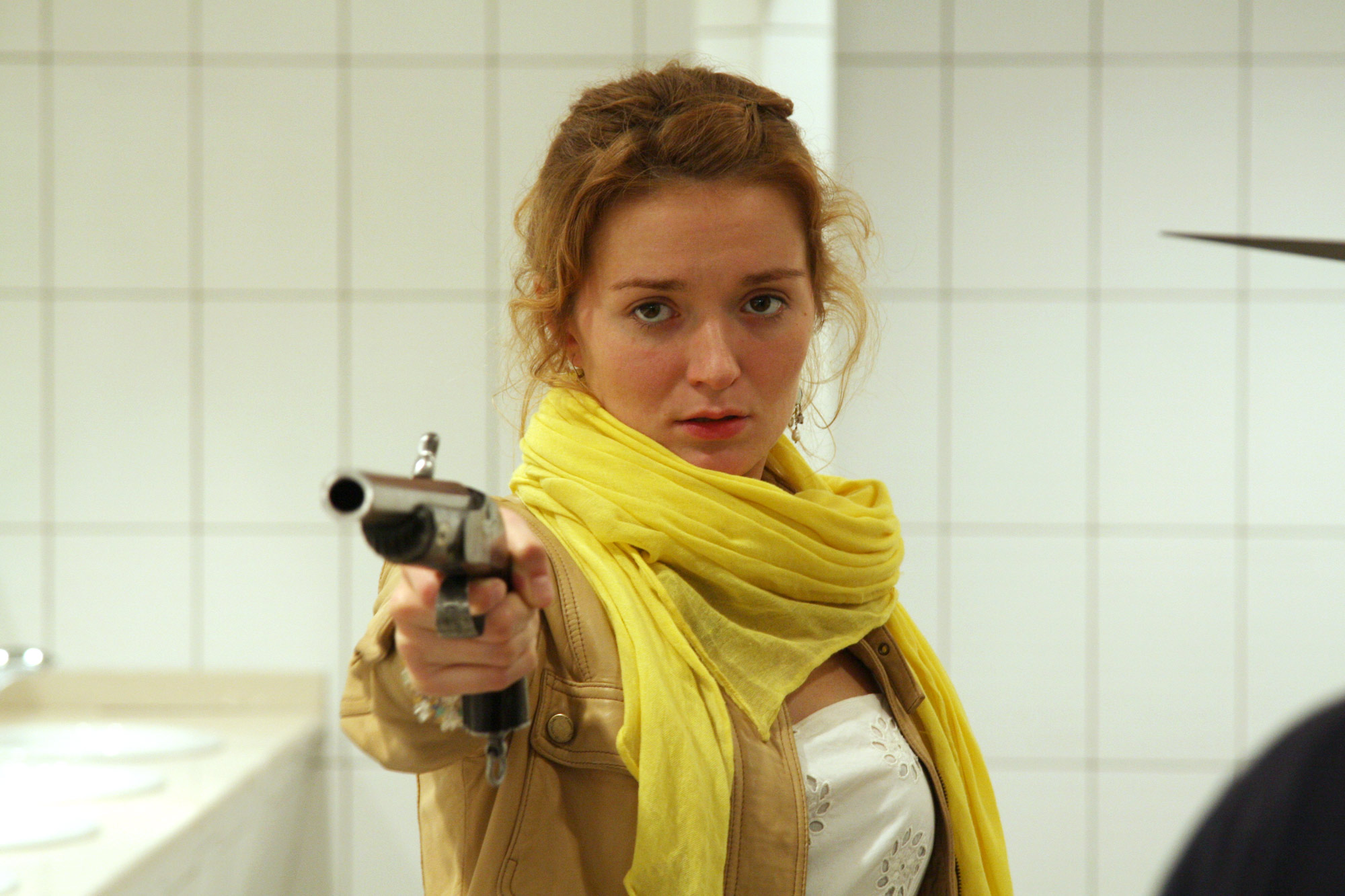
На зйомках фільму «Без чоловіків»

### Фільмографія

#### Акторські роботи
- 1993 — Анна від 6 до 18 — камео
- 1994 — Стомлені сонцем — Надя Котова
- 1996 — Російський проєкт («Збірка-2») — дочка космонавта
- 1998 — Сибірський цирульник — дівчинка на ярмарку
- 1999 — Президент і його онука — Маша, онука Президента Росії / Маша, дочка бідної художниці
- 2010 — Стомлені сонцем 2: Предстояння — Надя Котова
- 2011 — Стомлені сонцем 2: Цитадель — Надя Котова
- 2010 — Без чоловіків — Женя
- 2012 — Три товариша — Ліза Тайницька
- 2012 — Любов з акцентом — сусідка Надя (новела «Зуку і Гіо»)
- 2012 — Нелюба — Аня
- 2013 — Син батька народів — Світлана Аллілуєва
- 2015 — Людмила Гурченко — Олена Гурченко, мати Людмили Гурченко
- 2017 — Місто — Даша Чащина
- 2017 — Заручники — стюардеса Мая
- 2018 — Чужа дочка — дружина Максима Авдєєва
- 2019 — Мертве озеро — Наташа, помічниця Покровського
- 2019 — Московський романс — Женя
- 2020 — Лід 2 — Аня
- 2020 — Гудбай, Америка!
- 2020 — Артек: Велика подорож — Іра Осипова, мама Ніколетти і Єлисея

#### Режисерські роботи
- 2016 — Чурроси
- 2018 — Програне місце

#### Продюсерські роботи
- 2008 — Скажи Лео
- 2011 — Нероби
- 2018 — Програне місце